# Fiodor Kamkow

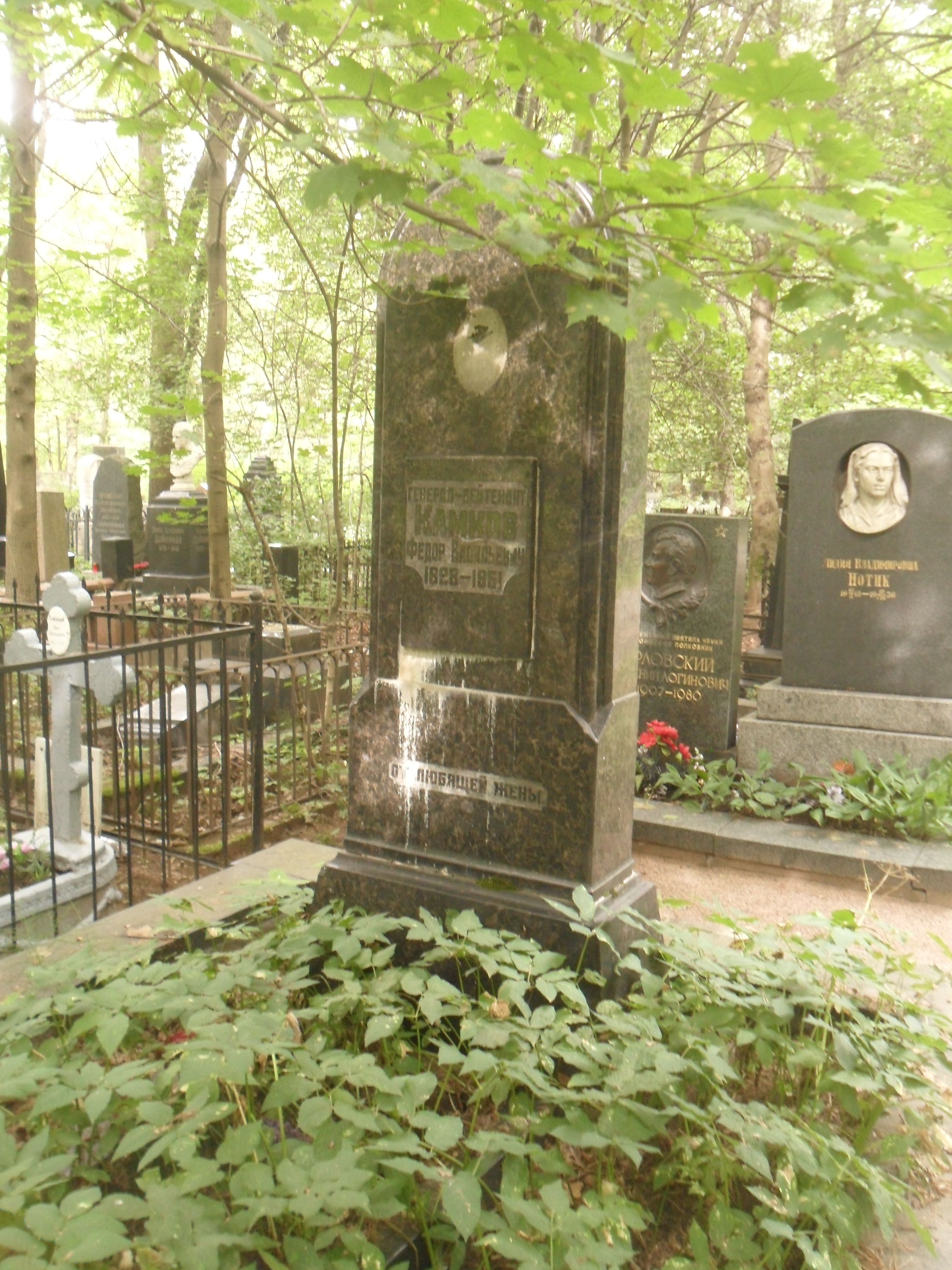
Mogiła gen. Kamkowa na cmentarzu bogosłowskim w Petersburgu

Fiodor Wasiljewicz Kamkow, ros. Фёдор Васильевич Камков (ur. 13 lutego?/25 lutego 1898 w Sankt Petersburgu, zam. 24 października 1975 w Rostowie nad Donem) – radziecki wojskowy, generał lejtnant.

## Życiorys
W 1916 roku został powołany do armii rosyjskiej. Służył jako szeregowiec i brał udział w walkach na Front Południowo-Zachodni.
W 1918 roku wstąpił do Armii Czerwonej. Brał udział w wojnie domowej, będąc żołnierzem w 14 Dywizji Kawalerii wchodzącej w skład 1 Armii Konnej. Uczestniczył w walkach przeciwko wojską gen. Judenicza i Wrangla. Następnie wziął udział w wojnie polsko-bolszewickiej. Był w tym czasie pomocnikiem dowódcy i dowódca szwadronu kawalerii oraz pomocnikiem dowódcy 79 pułku kawalerii. W 1920 roku ukończył 1 Piotrogrodzki Kurs Kawalerii.
Po zakończeniu wojny domowej nadal służył w 14 Dywizji Kawalerii (Moskiewski Okręg Wojskowy), a w 1924 roku ukończył Wyższą Szkołę Kawalerii w Leningradzie. Był dowódcą 58 pułku kawalerii, następnie pomocnikiem ds. oddziałów bojowych 57 pułku kawalerii, a potem pomocnikiem dowódcy tego pułku ds. gospodarczych. W lipcu 1931 roku został dowódcą i komisarzem wojskowym 34 pułku kawalerii 6 Dywizji Kawalerii wchodzącej w skład Białoruskiego OW. W 1934 roku ukończył wyższy kurs doskonalący kawalerii. W lipcu 1937 roku został dowódcą 7 Dywizji Kawalerii z Białoruskiego OW. Jako dowódca tej dywizji wziął udział w agresja ZSRR na Polskę i w wojnie radziecko-fińskiej. W czerwcu 1940 roku został dowódcą 29 Dywizji Zmechanizowanej, a w lipcu 1940 roku dowódcą 2 Korpusu Kawalerii w Kijowskim Specjalnym OW. Natomiast w czerwcu 1941 roku dowódcą 5 Korpusu Kawalerii w tym samym okręgu.
Po agresji niemieckiej na ZSRR nadal dowodził 5 KKaw. i brał udział w walkach granicznych w składzie 6 Armii Frontu Południowo-Zachodniego, a następnie w składzie 26 Armii w walkach obronnych na kierunku kijowskim i obronie Donbasu. W dniu 28 listopada 1941 roku został dowódcą 18 Armii, którą dowodził do lutego 1942 roku i ponownie od kwietnia 1942 roku. W tym czasie armia ta wzięła udział w kontrofensywie pod Rostowem, a następnie w obronnych działaniach na Północnym Kaukazie w składzie Frontu Północno-Kaukaskiego. W listopadzie 1942 roku został dowódcą 47 Armii Frontu Zakaukaskiego, która prowadziła działania obronne w rejonie miasta Tuapse. Dowodził ta armią do stycznia 1943 roku, zwolniony ze stanowiska pozostała początkowo w dyspozycji Rady Wojskowej Frontu Zakaukaskiego, a potem Naczelnego Dowództwa. Skierowany został wtedy na kurs doskonalący do Akademii Wojskowej im. Woroszyłowa, który ukończył w 1944 roku. Po ukończeniu kursu mianowany w lutym 1944 roku został mianowany zastępca dowódcy grupy konno-zmechanizowanej 1, a potem 2 Frontu Ukraińskiego i wraz z nią uczestniczył w operacji korsuńsko-szewczenkowskiej, umańsko-batoszańskiej i debreczyńskiej. W kwietniu 1945 roku został mianowany dowódcą 4 Gwardyjskiego Korpusu Kawalerii. Na czele tego korpusu wziął udział w operacji bratysławsko-brnowskiej i praskiej.
Po zakończeniu wojny w Europie pozostał dowódcą korpusu, a w październiku 1946 roku został skierowany do Akademii Wojskowej im. Frunzego jako wykładowca. Od grudnia 1946 roku początkowo był dowódcą 3 Samodzielnej Gwardyjskiej Dywizji Kawalerii, a następnie od maja 1948 roku 4 Samodzielnej Gwardyjskiej Dywizji Kawalerii. W listopadzie 1949 roku został pomocnikiem dowódcy Północnokaukaskiego Okręgu Wojskowego i funkcję tę pełnił do śmierci.
Zmarł w Rostowie nad Donem, a pochowany został w Leningradzie na cmentarzu Bogosłowskim.

## Awanse
- kombrig (17.02.1938 rozkaz nr 235/п)
- generał major (04.06.1940 rozkaz nr 945)
- generał lejtnant (27.03.1942 rozkaz nr 401)

## Ordery i odznaczenia
- Order Lenina (dwukrotnie – 06.11.1941[2], 30.04.1945[3])
- Order Czerwonego Sztandaru (trzykrotnie – 1938, 03.11.1944[4], 24.06.1948[5])
- Order Suworowa II st. (13.06.1944[6])
- Order Kutuzowa I st. (28.04.1945[7]
- Order Czerwonej Gwiazdy (1935)
- Medal „Za obronę Kaukazu” (12.02.1945[8])
- Medal „Za wyzwolenie Pragi”
- Medal „Za zwycięstwo nad Niemcami w Wielkiej Wojnie Ojczyźnianej 1941–1945”
- Medal jubileuszowy „XX lat Robotniczo-Chłopskiej Armii Czerwonej”
- Medal jubileuszowy „30 lat Armii Radzieckiej i Floty”